# Martin Spang Olsen
Martin Spang Olsen (født 24. november 1962) er en dansk skuespiller, primært kendt i Danmark som stuntman i film.

## Familiebaggrund og uddannelse
Martin Spang Olsen er søn af tegneren og forfatteren Ib Spang Olsen og maleren Nulle Øigaard samt storebror til stuntman og filminstruktør Lasse Spang Olsen. Han blev student fra Aurehøj Gymnasium 1981 og i 2007 cand. mag. i musikvidenskab og oldtidskundskab fra Københavns Universitet og Royal Holloway and Bedford New College (University of London).
Spang Olsen er privatuddannet i stunt i USA (1989 og 1990) af bl.a. Paul Stader og Gene LeBell. Som stuntman og/eller skuespiller har Martin Spang Olsen medvirket i mere end 100 teater-, film- og tv-produktioner siden 1983.

## Filmografi

### Skuespiller
- Himlen Falder (2009)
- Inkasso (2004)
- Kærlighed ved første hik 3 – Anja efter Viktor (2003)
- I Kina spiser de hunde (1999)
- Blind gudinde (1996-97)
- Davids bog (1996)
- Operation Cobra (1995)
- Jesus vender tilbage (1992)
- Kære Danmark (1992, dokumentarfilm)
- Sea Dragon (1990)
- Duksedrengen (1989)
- Højt at flyve - en film om stunt (1988, dokumentarfilm)
- Mord i mørket (1986)
- Den kroniske uskyld (1985)
- Midt om natten (1984)

### Stunts
- Himlen Falder (2009)
- Inkasso (2004)
- Den gode strømer (2004)
- Svarte penger – hvite løgner (2004, miniserie)
- Jolly Roger (2001)
- Davids bog (1996)
- I Kina spiser de hunde (1999)
- Farlig farvann 1995)
- Bikinisesongen (1993)
- Krummerne 2 - Stakkels Krumme (1992)
- Hvor ligger Painful City? (1992)
- Gøngehøvdingen (1992)
- Drengene fra Sankt Petri (1991)
- Sea Dragon (1990)
- Bananen - skræl den før din nabo (1990)
- Duksedrengen (1989)
- Miraklet i Valby (1989)
- Jydekompagniet 3 (1989)
- Lykken er en underlig fisk (1989)
- Mord i Paradis (1988)
- Een gang strømer... (1987)
- Mord i mørket (1986)
- Yes, det er far (1986)
- Walter og Carlo – op på fars hat (1985)
- Den kroniske uskyld (1985)
- Midt om natten (1984)